# Anthony McNamee
Anthony McNamee (Lambeth, 13 luglio 1983) è un ex calciatore inglese, di ruolo centrocampista.